# Diogmites pseudoialapensis
Diogmites pseudoialapensis là một loài ruồi trong họ Asilidae. Diogmites pseudoialapensis được Bellardi miêu tả năm 1861.